# Setenta y nueve
El setenta y nueve (79) es el número natural que sigue al setenta y ocho y precede al ochenta.

## Propiedades matemáticas
- Es el 22º número primo, después del 73 y antes del 83.
- Un número primo de Pillai.
- Número de la suerte.
- Número primo fuerte.

## Características
- Es el número atómico del oro.

- Datos: Q713148
- Multimedia: 79 (number) / Q713148